# Бенедикт, Джей Леланд
Джей Леланд Бенедикт (англ. Jay Leland Benedict; 14 апреля 1882 года, Хейстингс, Небраска, США — 16 сентября 1953 года, Арлингтон, Виргиния, США) — американский военачальник, генерал-майор Армии США. С 1938 по 1940 год служил суперинтендантом Военной академии.

## Биография
Уроженец Хейстингса, штат Небраска, Бенедикт учился в Вест-Пойнте, который окончил в 1904 году в качестве офицера полевой артиллерии. Служил в нескольких штабах, в 1908 году был произведён во вторые лейтенанты. В 1926 году окончил Военный колледж армии. После службы в качестве старшего офицера в 16-м пехотном полку в Форт-Джее, штат Нью-Йорк, он в 1936 году принял командование 12-м пехотным полком в Форт-Говарде, штат Мэриленд. В дальнейшем был произведён в генерал-майоры. С 1938 по 1940 год служил суперинтендантом Военной академии. Во время Второй мировой войны Бенедикт служил в Генеральном штабе Военного министерства. С 1942 по 1946 год работал в Отделе снабжения и разгрузки, после чего вышел в отставку. Умер 16 сентября 1953 года в возрасте 71 года. Похоронен на Арлингтонском национальном кладбище.